# Лойхтенбург
Лойхтенбург (нем. Leuchtenburg) — замок в Тюрингии, Германия, который называют «королевой долины Зале» (Königin des Saaletals). Расположен на вершине горы на высоте 395 метров над уровнем моря и 240 метров над зеркалом реки Зале.

## История
Название замка происходит от светлой, не заросшей лесом горы. Замок впервые упомянут 15 апреля 1221, когда Хартманн IV фон Лобдебург-Лойхтенбург уладил правовой спор в Дорнбурге.
Помимо Лобдебурга, Лойхтенбург являлся одним из важнейших оборонительных пунктов правителей Лобдебурга при наступлении на юго-восток и в район верхней Зале. Во второй половине XIII века замок был дополнительно укреплён.
В 1313 правители Лобдебурга, задолжав большие суммы, были вынуждены сначала отдать в залог замок графам Шварцбурга, а в 1333 окончательно продать. После того, как шварцбургские графы были ослаблены тюрингскими междоусобицами, замок был захвачен Веттинами (в 1392 г.), а в 1396 продан им по Лейпцигскому договору.
При правлении Веттинов крепость стала местным центром — в ней располагалась «администрация» окружающих замок деревень и сёл под управлением этой династии. После поражения курфюрста Иоганна-Фридриха Великодушного в Шмалькальденской войне в 1547 в крепость переселились жёны и дети курфюрста. В 1553 крепостные колодцы, к тому времени иссякшие, были углублены до 80 метров, что сделало их вторыми по глубине в Тюрингии. Этими сложными инженерными работами занимался знаменитый немецкий зодчий эпохи Возрождения Николаус Громанн.
В тридцатилетней войне 1618—1648 гг. замок часто использовался в роли убежища.
В 1702 г. администрация была перенесена в город Кала. Позже, часть крепости использовалась в качестве тюрьмы, богадельни и дома для душевнобольных. В ходе разделения земель Эрнестинами в 1724 Лойхтенбург отошёл к герцогству Заксен-Гота-Альтенбург (позднее Свободное государство Заксен-Альтенбург), в подчинении которого оставался до 1920 года.
Замок использовался в качестве исправительного учреждения до 1871 года, оставшиеся заключённые были переведены в Цайц. Впоследствии часть Лойхтенбурга временно использовалась в качестве отеля (1873—1951), а затем (и до настоящего времени) в роли ресторана. С 1906 года в замке располагается музей. В 1951—1997 году площади бывшего отеля использовались как детский лагерь. В октябре 2007 г. Лойхтенбург получил в своё распоряжение «Фонд Лойхтнбург», основанный в марте Тюрингским обществом регионального развития.